# تپه ده‌باقر
تپه ده باقر مربوط به کالکولیتیک است و در شهرستان خرم‌آباد، بخش مرکز ی، دهستان کرگاه شرقی، روستای ده باقر واقع شده و این اثر در تاریخ ۲۲ اسفند ۱۳۸۵ با شمارهٔ ثبت ۱۸۱۸۹ به‌عنوان یکی از آثار ملی ایران به ثبت رسیده است.